# Mie Nielsen
Mie Østergaard Nielsen (Aalborg, 25 de setembro de 1996) é uma nadadora dinamarquesa, medalhista olímpica.

## Carreira

### Rio 2016
Nielsen competiu na natação nos Jogos Olímpicos de Verão de 2016 e conquistou a medalha de bronze com o revezamento 4x100 metros medley.